# Бирофка, Даниэль
Даниэль Бирофка (нем. Daniel Bierofka; род. 7 февраля 1979, Мюнхен) — немецкий футболист и футбольный тренер. Выступал на позиции полузащитника.

## Ранние годы
Начал тренироваться в 1985 году в спортивном клубе Фельдмохинга (пригород Мюнхена), в котором ранее тренировались его отец Вильхельм Бирофка, известный по своим выступлениям за клуб «Мюнхен 1860», а ещё раньше его дед. В 1993 году он меняет северный пригород на южный и перебирается в юношескую команду из Унтерхахинга, из которой уже через год его приглашают в «Баварию».
В начале 1998 года Бирофка начинает выступать за любительскую команду «Баварии» в южной Региональной лиге. С лета 1998 года он постоянный игрок основы.

## Клубная карьера
Летом 2000 года Даниэль переходит в «Мюнхен 1860», где сразу же становится игроком основы. Кроме игр в Бундеслиге Бирофка участвует в квалификационных играх Лиги чемпионов, играх Кубка УЕФА и Кубка Германии. Молодой футболист показывает яркую игру и справедливо считается одним из самых перспективных немецких игроков. Он попадает на заметку тренерам сборной, которые готовят специальный проект «Команда 2006» к чемпионату мира у себя дома.
В мае 2002 года Бирофка подписывает контракт с «Байером». В клубе игрок регулярно выходит в основном составе и показывает стабильную игру и в играх Бундеслиги, и в еврокубках. Но осенью 2004 года у него диагностировали межпозвоночную грыжу, что привело к трёхмесячной паузе. После восстановления игрок перестал попадать в основной состав, хотя 16 раз выходил на замену и забил один гол.
Не очень довольный своим положением в «Байере» и рассчитывая побороться за место в сборной, Бирофка летом 2005 соглашается на переход в «Штутгарт». Но уже в первом же предсезонном матче против «Сиены» он получает травму — перелом ноги. Травма оказывается настолько тяжёлой, что игрок в течение полугода вынужден перенести 12 операций. Только в мае 2006 года Бирофке впервые удалось выйти на поле в официальном матче за «Штутгарт». Эта игра так и осталась единственной в загубленном сезоне. Кроме этого Бирофка шесть раз сыграл за любительскую команду. В следующем году игрок полностью восстановился после травмы, но принял участие лишь в 12 играх сезона, в которых ни разу не сумел отличиться. Но тем не менее в сезоне 2007 он стал чемпионом Германии и финалистом Кубка Германии.
Летом 2007 года игрок принимает решение вернуться в Мюнхен, в обмен на Кристиана Треша. В новом старом клубе Бирофка один из самых опытных и авторитетных игроков. В 2008 году его выбирают капитаном команды. Бирофка мог стать лидером, но постоянные травмы не дают ему полностью раскрыться. Осенью 2008 года он вынужден пропустить более двух месяцев из-за операции на межпозвоночном диске, в феврале 2009 травма приводящих мышц бедра, в процессе восстановления выявляются новые проблемы с позвоночником, и ещё одна операция. Всё вместе — более 15 месяцев или 539 дней вне футбола. Капитанскую повязку вынужденно принимает Бенни Лаут. К сезону 2010/11 Бирофка снова готов играть, но в начале марта снова получил травму и перенес очередную, 19-ю операцию на колене.
В сезоне 2011/12 Бирофка принял участие в 28 играх, забил 6 мячей и отдал 4 голевые передачи.

## Карьера в сборной
Между 1999 и 2001 Бирофка сыграл 20 игр за молодёжную сборную Германии и забил шесть голов.
За сборную Германии Бирофка сыграл три раза. 9 мая 2002 года против Кувейта, 18 мая против Австрии, где он установил окончательный счёт 6:2, и 21 августа против Болгарии.

## Личная жизнь
Даниэль Бирофка женат, имеет сына и дочь. Его отец Вилли Бирофка в 70-е годы был известным игроком «Мюнхен 1860», однако и его карьера была омрачена многочисленными травмами.

## Достижения
- Чемпион Германии: 2007
- Финалист Кубка Германии: 2007